# Better Off Alone
Better Off Alone is een nummer van het Nederlandse danceproject Alice DeeJay en DJ Jurgen uit 1999. Het is de eerste single van hun debuutalbum Who Needs Guitars Anyway?.
De single werd wereldwijd een grote danshit. Zo behaalde de single de top 10 in Nederland, het Verenigd Koninkrijk, Ierland, Frankrijk, Canada, Australië, Zweden en Noorwegen. 
In Nederland was de single in week 13 van 1999 Alarmschijf op Radio 538 en werd een radiohit. De single behaalde de 9e positie in de Nederlandse Top 40 op destijds Radio 538. In de publieke hitlijst, de Mega Top 100 op Radio 3FM werd de 8e positie behaald.
In België werd de 14e positie behaald in zowel de Vlaamse Ultratop 50 als de Vlaamse Radio 2 Top 30 en de 30e positie in de Waalse hitlijst.

## Tracklist
| A1 |  | Better Off Alone (Vocal Club Mix)             | 6:51 |
| A2 |  | Better Off Alone (Pronti + Kalmani Vocal RMX) | 7:04 |
| B1 |  | Better Off Alone (Mark Van Dale & Enrico RMX) | 9:26 |
| B2 |  | Better Off Alone (Signum RMX)                 | 7:46 |